# Javier Clemente Lázaro
Javier Clemente Lázaro (Barakaldo, 12 de març del 1950) és un entrenador de futbol basc, que ha dirigit més d'una desena d'equips de futbol, entre ells diverses seleccions nacionals.
Va ser el seleccionador nacional d'Espanya (1992-1998), a qui va dirigir en dos Mundials —1994 i 1998— i a l'Eurocopa 1996. Posteriorment, també va dirigir a les seleccions de Sèrbia, (2006-2007); del Camerun (2010-2011); i de Líbia (primera etapa: 2013-2016 i una segona etapa: 2021-2022).

## Futbolista
Javier Clemente va jugar en 47 partits de la Lliga espanyola de futbol entre 1968 i 1971, en els quals va marcar set gols. El 1969 va guanyar la Copa del Rei de futbol amb l'Athletic Club de Bilbao. La seva carrera es va acabar per una greu lesió de genoll en un partit contra el Centre d'Esports Sabadell.

## Entrenador
Després de retirar-se com a jugador professional, se li va oferir el lloc d'entrenador en les categories inferiors de l'Athletic Club, dirigint a l'Arenas Club de Getxo (1975-76), al CD Baskonia de 1976 a 1978 i al Bilbao Athletic la temporada 1980-81, fins a fer-se càrrec del primer equip per primera vegada el 1981, etapa que duraria fins al 1986.
En poc temps, Javier Clemente va aconseguir crear un dels millors equips de la història del club, juntant gent del planter com Urkiaga, Argote o Andoni Zubizarreta amb veterans como Dani i Andoni Goikoetxea. El primer any va deixar l'equip en quarta posició, i l'any 1983 va guanyar la Lliga espanyola, i la temporada següent va fer el doblet, guanyant la Lliga i la Copa del Rei. Els dos anys següents va quedar tercer, finalista de Copa el 1985 i semifinalista el 1986. Clemente es va fer famós per la duresa en el joc i l'aposta pel joc defensiu.
El 1986 va fitxar pel RCD Espanyol amb el qual va arribar a la final de la Copa de la UEFA la temporada 1987-88, que va perdre als penals. La temporada següent, amb l'equip desfet, va baixar a segona divisió, deixant Clemente l'equip el 1989 pels mals resultats.
Javier Clemente ha entrenat també l'Atlètic de Madrid, Betis, Tenerife, Reial Societat, l'Olympique de Marsella, i de nou l'Athletic Club les temporades 1990-1991 i 2005-2006. I a l'Espanyol també durant les temporades 1991-92, 2002-03 i 2003-04.
Entre 1992 i 1998 fou seleccionador d'Espanya durant 62 partits, guanyant 36 partits, empatant 20 i perdent 6 dels 62 partits jugats. El 17 de juliol de 2006 va ser contractat per dirigir la selecció de futbol de Sèrbia. Al novembre del 2007 la federació sèrbia va decidir no renovar el seu contracte al no classificar l'equip serbi per l'Eurocopa 2008.
Va estar a punt de fitxar per la Selecció de l'Iran, però la seva negativa a viure al país asiàtic va fer trencar les negociacions, fent que Ali Daei sigui nomenat com a nou seleccionador.

## Palmarès

### Jugador
| Títol        | Club                    | País    | Any       |
| ------------ | ----------------------- | ------- | --------- |
| Copa del Rei | Athletic Club de Bilbao | Espanya | 1968-1969 |

### Entrenador
| Títol                     | Club                    | País    | Any       |
| ------------------------- | ----------------------- | ------- | --------- |
| Lliga espanyola           | Athletic Club de Bilbao | Espanya | 1982-1983 |
| Lliga espanyola           | Athletic Club de Bilbao | Espanya | 1983-1984 |
| Copa del Rei              | Athletic Club de Bilbao | Espanya | 1983-1984 |
| Finalista Copa del Rei    | Athletic Club de Bilbao | Espanya | 1984-1985 |
| Finalista Copa de la UEFA | RCD Espanyol            | Espanya | 1987-1988 |